# Slamdamm, Lappland
Slamdamm är en sjö i Gällivare kommun i Lappland och ingår i Kalixälvens huvudavrinningsområde. Sjön har en area på 1,51 kvadratkilometer och ligger 348,7 meter över havet.

## Delavrinningsområde
Slamdamm ingår i det delavrinningsområde (744999-172043) som SMHI kallar för Mynnar i Sakajoki. Medelhöjden är 378 meter över havet och ytan är 42,54 kvadratkilometer. Det finns inga avrinningsområden uppströms utan avrinningsområdet är högsta punkten. Vattendraget som avvattnar avrinningsområdet har biflödesordning 4, vilket innebär att vattnet flödar genom totalt 4 vattendrag innan det når havet efter 218 kilometer. Avrinningsområdet består mestadels av skog (57 procent) och öppen mark (33 procent). Avrinningsområdet har 1,77 kvadratkilometer vattenytor vilket ger det en sjöprocent på 4,2 procent.